# Urdiales del Páramo
Urdiales del Páramo és un municipi de la província de Lleó, enclavada en la comarca natural del Páramo Leonés.

## Pedanies del municipi
- Mansilla del Páramo
- Urdiales del Páramo
- Villarrín del Páramo

## Demografia
| 1991 | 1996 | 2001 | 2004 |
| ---- | ---- | ---- | ---- |
| 920  | 771  | 688  | 614  |